# Ithaca (Michigan)
Ithaca – miasto w Stanach Zjednoczonych, w stanie Michigan, na Półwyspie Dolnym, w regionie środkowym (Central/Mid-Michigan), administracyjna siedziba władz hrabstwa Gratiot. W 2010 r. miasto zamieszkiwało 2910 osób, a w przeciągu dziesięciu lat liczba ludności zmniejszyła się o 7,9%.
Miasto leży przy drodze krajowej 127 (U.S. Route 127), około 60 km na północ od Lansing. Klimat Ithaca w klasyfikacji klimatów Köppena należy do klimatów kontynentalnych z ciepłym latem (Dfb)